# Just Like Heaven (Lied)
Just Like Heaven ist ein Song der britischen Alternative-Rock-Band The Cure. Die Gruppe schrieb den größten Teil des Songs während der Aufnahmen in Südfrankreich im Jahr 1987. Der Text wurde von ihrem Frontmann Robert Smith geschrieben, der sich von einer früheren Reise an die Küste mit seiner zukünftigen Frau inspirieren ließ. Smiths Erinnerungen an die Reise bildeten die Grundlage für das dazugehörige Musikvideo des Songs. Bevor Smith den Text fertiggestellt hatte, wurde eine Instrumentalversion des Songs als Thema für die französische Fernsehsendung Les Enfants du Rock verwendet.
Just Like Heaven war die dritte Single, die 1987 von ihrem Album Kiss Me Kiss Me Kiss Me veröffentlicht wurde. Das Lied wurde der erste amerikanische Hit von Cure und erreichte 1988 Platz 40 in den Billboard-Charts. Es wurde von Kritikern gelobt und von Künstlern wie Dinosaur Jr. und Katie Melua gecovert. Smith hat gesagt, er betrachte Just Like Heaven als einen der stärksten Songs der Band.

## Hintergrund und Aufnahme
Um Material für Kiss Me Kiss Me Kiss Me zu entwickeln, zwang sich Smith, jeden Monat 15 Tage lang Musik zu schreiben. Während dieses Regimes entwickelte er die Akkorde und Melodien, die die Grundlage von Just Like Heaven bilden. Strukturell stellte Smith fest, dass das, was er geschrieben hatte, dem 1979 erschienenen Hit Another Girl, Another Planet von Only Ones ähnelte. Als er ein Instrumental-Demo des Songs zu den Album-Aufnahmen in Südfrankreich brachte, erhöhte Cure-Schlagzeuger Boris Williams das Tempo und fügte ein Eröffnungs-Drumfill hinzu, das Smith dazu inspirierte, jedes Instrument einzeln und nacheinander vorzustellen.
Als die französische TV-Show Les Enfants du Rock The Cure um einen Titelsong bat, bot Smith die Instrumentalversion an. Er erklärte: „Es bedeutete, dass die Musik Millionen von Europäern vertraut sein würde, noch bevor sie veröffentlicht wurde.“ Er vervollständigte die Texte, als die Gruppe die Sessions in das Studio Miraval in Le Val in der Region Provence-Alpes-Côte d’Azur verlegte. Die Band stellte den Song schnell fertig, und zu der Zeit betrachtete Smith ihn als die offensichtlichste potenzielle Single unter den Songs, die die Band während ihres zweiwöchigen Aufenthalts in Miraval aufgenommen hatte. Bob Clearmountain zeichnete für den Remix der Single verantwortlich.

## Komposition und Texte
Just Like Heaven ist in der Tonart A-Dur geschrieben und besteht aus einer A - E - Bm - D - Akkordfolge, die sich während des gesamten Songs wiederholt, außer während des Refrains, wenn die Band eine F♯m - G - D - Folge spielt. Der zentrale Hook des Songs besteht aus einem absteigenden Gitarrenriff, das zwischen Songversen und in Teilen der Brücke und dem letzten Vers erscheint. Diese Gitarrenlinie steht im Kontrast zum Fuzzier Mix der Rhythmusgitarren.

## Kommerzieller Erfolg

### Chartplatzierungen
| ChartsChartplatzierungen       | Höchstplatzierung | Wochen |
| ------------------------------ | ----------------- | ------ |
| Vereinigte Staaten (Billboard) | 40 (19 Wo.)       | 19     |
| Vereinigtes Königreich (OCC)   | 29 (5 Wo.)        | 5      |

### Auszeichnungen für Musikverkäufe
| Land/Region                  | Auszeichnungen für Musikverkäufe (Land/Region, Auszeichnung, Verkäufe) | Verkäufe |
| ---------------------------- | ---------------------------------------------------------------------- | -------- |
| Italien (FIMI)               | Gold                                                                   | 50.000   |
| Spanien (Promusicae)         | Gold                                                                   | 30.000   |
| Vereinigtes Königreich (BPI) | Platin                                                                 | 600.000  |
| Insgesamt                    | 2× Gold · 1× Platin ·                                                  | 680.000  |